# Велоспорт на літніх Олімпійських іграх 2008 — спринт (чоловіки)
Змагання у спринті з велоспорту серед чоловіків на літніх Олімпійських іграх 2008 пройшли з 17 по 19 серпня. Взяли участь 21 спортсмен з 15 країн.

## Призери
| Золото                     | Срібло                          | Бронза                   |
| Кріс Гой · Велика Британія | Джейсон Кенні · Велика Британія | Мікаель Бурґен · Франція |

## Рекорди
| Світовий рекорд     | Тео Бос (NED)      | 9,772 з  | Москва, Росія | 16 грудня 2006 |
| Олімпійський рекорд | Гері Нейуенд (AUS) | 10,129 з | Атланта, США  | 24 липня 1996  |

## Змагання

### Кваліфікація
| Місце | Спортсмен                    | Результат  |
| ----- | ---------------------------- | ---------- |
| 1     | Кріс Гой (GBR)               | 9,815 з OR |
| 2     | Джейсон Кенні (GBR)          | 9,857 з    |
| 3     | Штефан Німке (GER)           | 10,064 з   |
| 4     | Кевін Сіро (FRA)             | 10,098 з   |
| 5     | Мікаель Бурґен (FRA)         | 10,123 з   |
| 6     | Максиміліан Леві (GER)       | 10,199 з   |
| 7     | Мохд Азізулхасні Аванг (MAS) | 10,272 з   |
| 8     | Роберто Кьяппа (ITA)         | 10,314 з   |
| 9     | Тео Бос (NED)                | 10,318 з   |
| 10    | Марк Френч (AUS)             | 10,337 з   |
| 11    | Кадзунарі Ватанабе (JPN)     | 10,346 з   |
| 12    | Раян Бейлі (AUS)             | 10,362 з   |
| 13    | Тен Мулдер (NED)             | 10,373 з   |
| 14    | Цубаса Кітацуру (JPN)        | 10,391 з   |
| 15    | Майкл Блетчфорд (USA)        | 10,470 з   |
| 16    | Чжан Лей (CHN)               | 10,497 з   |
| 17    | Лукаш Квятковський (POL)     | 10,504 з   |
| 18    | Денис Дмитрієв (RUS)         | 10,565 з   |
| 19    | Адам Птачнік (CZE)           | 10,569 з   |
| 20    | Васілеіос Реппас (GRE)       | 10,966 з   |
| 21    | Даніель Новіков (EST)        | 11,187 з   |

### 1/16 фіналу
| Місце | Спортсмен            | Результат |
| ----- | -------------------- | --------- |
| 1     | Кріс Гой (GBR)       | 10,607 з  |
| 2     | Денис Дмитрієв (RUS) |           |

| Місце | Спортсмен              | Результат |
| ----- | ---------------------- | --------- |
| 1     | Джейсон Кенні (GBR)    | 10,672 з  |
| 2     | Лукаш Квятковскі (POL) |           |

| Місце | Спортсмен          | Результат |
| ----- | ------------------ | --------- |
| 1     | Штефан Німке (GER) | 10,828 з  |
| 2     | Чжан Лей (CHN)     |           |

| Місце | Спортсмен             | Результат |
| ----- | --------------------- | --------- |
| 1     | Кевін Сіро (FRA)      | 10,742 з  |
| 2     | Майкл Блетчфорд (USA) |           |

| Місце | Спортсмен             | Результат |
| ----- | --------------------- | --------- |
| 1     | Мікаель Бурґен (FRA)  | 10,562 з  |
| 2     | Цубаса Кітацуру (JPN) |           |

| Місце | Спортсмен              | Результат |
| ----- | ---------------------- | --------- |
| 1     | Максиміліан Леві (GER) | 10,840 з  |
| 2     | Тен Мулдер (NED)       |           |

| Місце | Спортсмен                    | Результат |
| ----- | ---------------------------- | --------- |
| 1     | Раян Бейлі (AUS)             | 10,762 з  |
| 2     | Мохд Азізулхасні Аванг (MAS) |           |

| Місце | Спортсмен               | Результат |
| ----- | ----------------------- | --------- |
| 1     | Роберто Кьяппа (ITA)    | 10,786 з  |
| 2     | Казунарі Ватанабе (JPN) |           |

| Місце | Спортсмен        | Результат |
| ----- | ---------------- | --------- |
| 1     | Тео Бос (NED)    | 10,959 з  |
| 2     | Марк Френч (AUS) |           |

### додатковий раунд 1/16 фіналу
| Місце | Спортсмен            | Результат |
| ----- | -------------------- | --------- |
| 1     | Тен Мулдер (NED)     | 10,889 з  |
| 2     | Марк Френч (AUS)     |           |
| 3     | Денис Дмитрієв (RUS) |           |

| Місце | Спортсмен                    | Результат |
| ----- | ---------------------------- | --------- |
| 1     | Мохд Азізулхасні Аванг (MAS) | 10,959 з  |
| 2     | Цубаса Кітацуру (JPN)        |           |
| 3     | Лукаш Квятковскі (POL)       |           |

| Місце | Спортсмен               | Результат |
| ----- | ----------------------- | --------- |
| 1     | Казунарі Ватанабе (JPN) | 10,965 з  |
| 2     | Майкл Блетчфорд (USA)   |           |
| 3     | Чжан Лей (CHN)          |           |

### 1/8 фіналу
| Місце | Спортсмен               | Результат |
| ----- | ----------------------- | --------- |
| 1     | Кріс Гой (GBR)          | 10,636 з  |
| 2     | Казунарі Ватанабе (JPN) |           |

| Місце | Спортсмен                    | Результат |
| ----- | ---------------------------- | --------- |
| 1     | Джейсон Кенні (GBR)          | 10,531 з  |
| 2     | Мохд Азізулхасні Аванг (MAS) |           |

| місце | Спортсмен          | Результат |
| ----- | ------------------ | --------- |
| 1     | Тен Мулдер (NED)   | 10,888 з  |
| 2     | Штефан Німке (GER) |           |

| Місце | Спортсмен        | Результат |
| ----- | ---------------- | --------- |
| 1     | Тео Бос (NED)    | 10,777 з  |
| 2     | Кевін Сіро (FRA) |           |

| Місце | Спортсмен            | Результат |
| ----- | -------------------- | --------- |
| 1     | Мікаель Бурґен (FRA) | 10,734 з  |
| 2     | Роберто Кьяппа (ITA) |           |

| Місце | Спортсмен              | Результат |
| ----- | ---------------------- | --------- |
| 1     | Максиміліан Леві (GER) | 10,763 з  |
| 2     | Раян Бейлі (AUS)       |           |

### додатковий раунд 1/8 фіналу
| Місце | Спортсмен               | Результат |
| ----- | ----------------------- | --------- |
| 1     | Кевін Сіро (FRA)        | 10,570 з  |
| 2     | Казунарі Ватанабе (JPN) |           |
| 3     | Раян Бейлі (AUS)        |           |

| Місце | Спортсмен                    | Результат |
| ----- | ---------------------------- | --------- |
| 1     | Мохд Азізулхасні Аванг (MAS) | 11,010 з  |
| 2     | Штефан Німке (GER)           |           |
| 3     | Роберто Кьяппа (ITA)         |           |

### Чвертьфінал
| Місце | Спортсмен                    | Результат 1 гонки | Результат 2 гонки |
| ----- | ---------------------------- | ----------------- | ----------------- |
| 1     | Кріс Гой (GBR)               | 10,820 з          | 10,302 з          |
| 2     | Мохд Азізулхасні Аванг (MAS) |                   |                   |

| Місце | Спортсмен           | Результат 1 гонки | Результат 2 гонки |
| ----- | ------------------- | ----------------- | ----------------- |
| 1     | Джейсон Кенні (GBR) | 10,546 з          | 10,595 з          |
| 2     | Кевін Сіро (FRA)    |                   |                   |

| Місце | Спортсмен              | Результат 1 гонки | Результат 2 гонки |
| ----- | ---------------------- | ----------------- | ----------------- |
| 1     | Максиміліан Леві (GER) | 10,689 з          | 10,660 з          |
| 2     | Тен Мулдер (NED)       |                   |                   |

| Місце | Спортсмен            | Результат 1 гонки | Результат 2 гонки |
| ----- | -------------------- | ----------------- | ----------------- |
| 1     | Мікаель Бурґен (FRA) | 10,524 з          | 10,463 з          |
| 2     | Тео Бос (NED)        |                   |                   |

### Півфінал
| Місце | Спортсмен            | Результат 1 гонки | Результат 2 гонки |
| ----- | -------------------- | ----------------- | ----------------- |
| 1     | Кріс Гой (GBR)       | 10,260 з          | 10,358 з          |
| 2     | Мікаель Бурґен (FRA) |                   |                   |

| Місце | Спортсмен              | Результат 1 гонки | Результат 2 гонки |
| ----- | ---------------------- | ----------------- | ----------------- |
| 1     | Джейсон Кенні (GBR)    | 10,546 з          | 10,595 з          |
| 2     | Максиміліан Леві (GER) |                   |                   |

### Гонка за дев'яте місце
| Місце | Спортсмен               | Результат |
| ----- | ----------------------- | --------- |
| 1     | Штефан Німке (GER)      | 11,051 з  |
| 2     | Роберто Кьяппа (ITA)    |           |
| 3     | Раян Бейлі (AUS)        |           |
| 4     | Казунарі Ватанабе (JPN) |           |

### Гонка за п'яте місце
| Місце | Спортсмен                    | Результат |
| ----- | ---------------------------- | --------- |
| 1     | Кевін Сіро (FRA)             | 10,719 з  |
| 2     | Тен Мулдер (NED)             |           |
| 3     | Тео Бос (NED)                |           |
| 4     | Мохд Азізулхасні Аванг (MAS) |           |

### Гонка за третє місце
| Місце | Спортсмен              | Результат 1 гонки | Результат 2 гонки | Результат 3 гонки |
| ----- | ---------------------- | ----------------- | ----------------- | ----------------- |
| 1     | Мікаель Бурґен (FRA)   | 11,047 з          |                   | 10,560 з          |
| 2     | Максиміліан Леві (GER) |                   | 10,666 з          |                   |

### Фінал
| Місце | Спортсмен           | Результат 1 гонки | Результат 2 гонки |
| ----- | ------------------- | ----------------- | ----------------- |
| 1     | Кріс Гой (GBR)      | 10,228 з          | 10,216 з          |
| 2     | Джейсон Кенні (GBR) |                   |                   |